# Magnus II Haraldsson
Magnus II Haraldsson, (ur. ok. 1045/1050, zm. 28 kwietnia 1069) – król Norwegii w latach 1067–1069 (wspólnie ze swym bratem Olafem III Pokojowym), pochodzący z dynastii Yngling.
Urodzony między 1045 a 1050 rokiem, pozamałżeński syn króla Norwegii Haralda III Hardrady, jego matką była Thora Thorbergsdotter, jedna z nałożnic króla Haralda. Jego rodzonym bratem był Olaf III zwany Pokojowym lub Spokojnym, współpanujący od 1066.
Magnus wspólnie z ojcem i bratem wziął udział w wyprawie na Anglię w 1066, która miała na celu podbój Anglii przez Haralda III, który zgłosił pretensje do tronu angielskiego po śmierci króla Edwarda Wyznawcy z dynastii anglosaskiej. Jednak w bitwie pod Stamford Bridge (25 września 1066) norwescy wikingowie ponieśli klęskę w walce Haroldem II, podczas bitwy zginął ojciec Olafa. Po bitwie Norwegowie zawarli pokój ze swymi zwycięzcami, albowiem Anglii groziła kolejna inwazja, tym razem ze strony Wilhelma księcia Normandii. Bracia odpłynęli do Norwegii zabierając ze sobą resztki wojska, jakie uratowały się z pogromu pod Stamford Bridge.
Po powrocie do Norwegii Olaf i Magnus zostali wybrani królami, przy czym starszy z braci Magnus zarządzał zachodnią częścią kraju, a Olaf wschodnią. Wspólne rządy w królestwie trwały do czasu śmierci Magnusa II w 1069 w Nidaros, gdzie też został pochowany. 
Magnus Haraldsson z nieznaną z imienia nałożnicą miał jednego syna – urodzonego około 1068/1069 Haakona zwanego Toresfostre, króla Norwegii w latach 1093-1094 (wspólnie z Magnusem III Bosym).